# Mayuko Fukuda
Mayuko Fukuda (福田 麻由子?, Fukuda Mayuko; Tokyo, 4 agosto 1994) è un'attrice giapponese.
È nota principalmente per aver interpretato il ruolo di Maki Nikaido in L change the WorLd, spin-off live action del manga Death Note.

## Carriera
Mayuko Fukuda debuttò nel 2000, all'età di 6 anni, interpretando un ruolo nella serie televisiva Summer Snow. Nel 2004 ebbe il suo primo ruolo importante, nella commedia Kamikaze Girls. Nel 2005 fu diretta da Kenta Fukasaku in Under the Same Moon, quindi nel 2008 fu nel cast di L change the WorLd, diretto da Hideo Nakata.

## Filmografia
- Summer Snow (serie TV) (2000)
- Hojo Tokimune (serie TV) (2001)
- Kamikaze Girls (Shimotsuma monogatari) di Tetsuya Nakashima (2004)
- Synesthesia (Gimī hebun) di Toru Matsuura (2005)
- Joō no Kyōshitsu (serie TV) (2005)
- Hotaru no haka (film TV) di Toya Sato (2005)
- Under the Same Moon (Onaji tsuki wo miteiru) di Kenta Fukasaku (2005)
- Chibi Maruko-chan (film TV) di Masaki Nishimura (2006)
- Japan Sinks (Nihon chinbotsu) di Shinji Higuchi (2006)
- Byakuyakō (2006)
- The Perfect World of Kai (Piano no mori) (voce) di Masayuki Kojima (2007)
- Little DJ: Chiisana koi no monogatari di Kotoe Nagata (2007)
- L change the WorLd di Hideo Nakata (2008)
- 10 Promises to My Dog (Inu to watashi no 10 no yakusoku) di Katsuhide Motoki (2008)
- Kiri no hi (film TV) (2008)
- Heaven's Door di Michael Arias (2009)
- Goemon di Kazuaki Kiriya (2009)
- 20th Century Boys 3: Redemption (2009)
- Q10 (2010)
- Soredemo, Ikite Yuku (2011)
- Kagi no Kakatta Heya (2012)